# Lista siturilor arheologice din județul Satu Mare - D
Lista siturilor arheologice din județul Satu Mare - D conține toate siturile arheologice din județul Satu Mare înscrise în Repertoriul Arheologic Național (RAN) și aflate în localități al căror nume începe cu litera D. RAN este administrat de Ministerul Culturii și Patrimoniului Național și cuprinde date științifice, cartografice, topografice, imagini și planuri, precum și orice alte informații privitoare la zonele cu potențial arheologic, studiate sau nu, încă existente sau dispărute.
Puteți căuta un sit din localitățile care încep cu litera D folosind formularul de mai jos sau puteți naviga prin toate siturile din județ la Lista siturilor arheologice din județul Satu Mare.
| Cod RAN                                   | Denumire | Localitate                                  | Adresă    | Datare       | Descoperit | Coordonate                                    | Imagine           | Erori            |
| ----------------------------------------- | --- | ------------------------------------------- | --------- | ------------ | ---------- | --------------------------------------------- | ----------------- | ---------------- |
| 136786.01.01 (Cod LMI: SM-I-s-B-05181)    | Sitl arheologic de la Dindești - "La Cetate" / ansamblu Cetatea de la Dindești (Categorie: locuire civilă) (Tip: Cetate) | sat Dindești, comuna Andrid                 | La Cetate | Otomani      |            |                                               | Încărcați imagine | Raportați eroare |
| 136786.01.02 (Cod LMI: SM-I-s-B-05181)    | Sitl arheologic de la Dindești - "La Cetate" / ansamblu anonim (Categorie: locuire civilă) (Tip: Așezare)                | sat Dindești, comuna Andrid                 | La Cetate | Tiszapolgár  |            |                                               | Încărcați imagine | Raportați eroare |
| 138066.01.01 (Cod LMI: SM-I-m-B-05182.02) | Situl arheologic de la Dumbrava - "La Cosma" / ansamblu anonim (Categorie: locuire civilă) (Tip: Așezare)                | localitate componentă Dumbrava, oraș Livada | La Cosma  | Tiszapolgár  |            |                                               | Încărcați imagine | Raportați eroare |
| 138066.01.02 (Cod LMI: SM-I-m-B-05182.01) | Situl arheologic de la Dumbrava - "La Cosma" / ansamblu anonim (Categorie: locuire civilă) (Tip: Așezare)                | localitate componentă Dumbrava, oraș Livada | La Cosma  |              |            |                                               | Încărcați imagine | Raportați eroare |
| 138066.01.03 (Cod LMI: SM-I-s-B-05182)    | Situl arheologic de la Dumbrava - "La Cosma" / ansamblu anonim (Categorie: locuire civilă) (Tip: Așezare)                | localitate componentă Dumbrava, oraș Livada | La Cosma  |              |            |                                               | Încărcați imagine | Raportați eroare |
| 136786.02.01                              | Situl arheologic de la Dindești - "Vii" / ansamblu anonim (Categorie: locuire civilă) (Tip: Așezare)                     | sat Dindești, comuna Andrid                 | Vii       | Baden        |            |                                               | Încărcați imagine | Raportați eroare |
| 136786.02.02                              | Situl arheologic de la Dindești - "Vii" / ansamblu anonim (Categorie: locuire civilă) (Tip: Așezare)                     | sat Dindești, comuna Andrid                 | Vii       | Gáva         |            |                                               | Încărcați imagine | Raportați eroare |
| 136786.02.03                              | Situl arheologic de la Dindești - "Vii" / ansamblu anonim (Categorie: locuire civilă) (Tip: Așezare)                     | sat Dindești, comuna Andrid                 | Vii       | geto-dacică  |            |                                               | Încărcați imagine | Raportați eroare |
| 137684.01.01                              | Situl arheologic de la Dorolț - "Pescărie" / ansamblu anonim (Categorie: locuire civilă) (Tip: Așezare)                  | sat Dorolț, comuna Dorolț                   | Pescărie  | Gáva         |            | 47°50′35″N 22°49′31″E / 47.84306°N 22.82528°E | Încărcați imagine | Raportați eroare |
| 137684.01.02                              | Situl arheologic de la Dorolț - "Pescărie" / ansamblu anonim (Categorie: locuire civilă) (Tip: Așezare)                  | sat Dorolț, comuna Dorolț                   | Pescărie  | Suciu de Sus |            | 47°50′35″N 22°49′31″E / 47.84306°N 22.82528°E | Încărcați imagine | Raportați eroare |
| 137684.01.03                              | Situl arheologic de la Dorolț - "Pescărie" / ansamblu anonim (Categorie: locuire civilă) (Tip: Așezare)                  | sat Dorolț, comuna Dorolț                   | Pescărie  |              |            | 47°50′35″N 22°49′31″E / 47.84306°N 22.82528°E | Încărcați imagine | Raportați eroare |
| 137684.02.01 (Cod LMI: SM-I-s-A-05159)    | Așezarea din epoca romană de la Dorolț-Cuptoare / ansamblu anonim (Categorie: locuire) (Tip: așezare)                    | sat Dorolț, comuna Dorolț                   | Cuptoare  | sec. II - IV |            |                                               | Încărcați imagine | Raportați eroare |